# 페이훙타이
페이훙타이(중국어 정체자: 費鴻泰, 병음: Fèi Hóngtài, 영어: Alex Fei, 1954년 7월 7일~)는 타이완의 정치인이다. 2005년 티이베이시제1선거구 및 2008년 제2선거구의 입법위원으로 당선되었다.